# Hans Herkner
Hans Herkner (* 16. Dezember 1921 in Oberreichenbach; † unbekannt) war ein deutscher Politiker und Funktionär der DDR-Blockpartei Demokratische Bauernpartei Deutschlands (DBD).
Herkner war der Sohn einer Bauernfamilie und trat in die elterlichen Fußstapfen. Nach dem Besuch der Volks- und Landwirtschaftsschule wurde Herkner selbständiger Landwirt in Oberreichenbach. Von 1958 bis 1963 war als Mitglied der DBD-Fraktion der Volkskammer der DDR.